# Linia kolejowa Alessandria – Piacenza
Linia kolejowa Alessandria-Piacenza – główna linia kolejowa, biegnąca przez Piemont, Lombardię i Emilię-Romanię, we Włoszech. Ma 96 km długości i jest zarządzana przez Rete Ferroviaria Italiana. Łączy węzeł kolejowy w Aleksandrii z węzłem w Piacenza, poprzez stacje w Tortona i Voghera.